# 厦门大学图书馆
厦门大学图书馆是位于厦门大学的图书馆系统。

## 历史
民国10年（1921）4月陈嘉庚建校时设“图书课”，隶属教务处。同年9月择馆舍于映雪楼，更名为“图书馆”民国11年（1922）~15年（1925）年间馆舍多次搬迁扩大。抗日战争时期，随学校于民国26年（1937）12月迁往长汀，主要文献运至长汀万寿宫。民国35年7月迁回至群贤楼（部分）和集美楼。1954年迁入由陈嘉庚规划的成智楼，1987年迁入现馆舍。
2014年福耀集团董事长曹德旺捐赠1亿人民币兴建翔安校区图书馆，命名为厦门大学德旺图书馆。

## 画廊

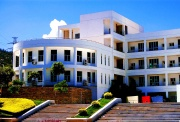
思明校区图书馆
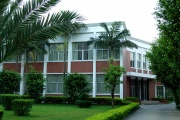
经济与管理分馆
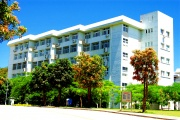
法学与艺术分馆
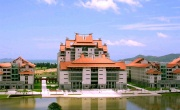
漳州分馆